# Sterling K. Brown
Sterling K. Brown (5. travnja 1976.) je američki glumac. Najpoznatiji je po ulozi Christophera Dardena u televizijskoj seriji Američka kriminalistička priča (podnaslova Narod protiv O. J. Simpsona) za koju je osvojio prestižnu televizijsku nagradu Emmy u kategoriji najboljeg sporednog glumca u mini-seriji ili TV-filmu. Brown je također poznat po ulozi Rolanda Burtona u dramskoj seriji Žene američkih vojnika. Trenutno nastupa u ulozi Randalla Pearsona u kritički hvaljenoj NBC-jevoj dramskoj seriji This is Us. Za ulogu u toj seriji, Brown je osvojio drugu nagradu Emmy (ovaj puta u kategoriji najboljeg glavnog glumca u dramskoj seriji) te prvu nagradu Zlatni globus (također u kategoriji najboljeg dramskog glumca).

## Rani život
Brown je rođen 1976. godine u St. Louisu (država Missouri) kao sin Sterlinga Browna i Aralean Banks Brown. Jedno je od petero djece; ima još dvije sestre i dva brata. Njegov otac umro je kada mu je bilo 10 godina. Kao dijete odazivao se na ime Kelby, a kada je napunio šesnaest godina prihvatio je ime Sterling. Navedeno je objasnio 2016. godine u intervjuu: "Odazivao sam se na ime Kelby. Majka mi je ispričala priču da sam se jednog dana vratio iz vrtića i rekao joj: 'Mama, Sterling je riječ od osam slova, a Kelby od pet. Zvat ću se Kelby dok ne navršim šesnaest godina nakon čega ću biti Sterling'. Ja se toga uopće ne sjećam, ali se dobro sjećam da sam sa šestnaest godina smatrao da je Kelby dječje ime i bio sam spreman postati Sterling".
Brown je odrastao u Olivetteu (država Missouri) te pohađao institut Mary te školu St. Louis Country. Diplomirao je glumu na sveučilištu Stanford 1998. godine. U početku je želio raditi kao biznismen, ali tijekom studentskih dana se zaljubio u glumu. Nakon toga pohađao je sveučilište Tisch u New Yorku gdje je također diplomirao.

## Karijera
Nakon završetka koldeža, Brown je nastupao u nizu uloga u regionalnom kazalištu. Također je nastupio u pojedinačnim epizodama brojnih televizijskih serija uključujući Hitnu službu, Newyorške plavce, JAG, Bostonsko pravo, Alias, Bez traga, Lovci na natprirodno i Heroji iz strasti. U humorističnoj seriji Starved odigrao je jednu od glavnih uloga, a također se pojavljivao i u filmskim produkcijama uključujući filmove Ostati mrtav s Ewanom McGregorom, Brown Sugar s Tayeom Diggsom i Vjeruj muškarcu s Davidom Duchovnyjem i Julianne Moore.
U televizijskoj seriji Lovci na natprirodno tumačio je sporednog lika, lovca na vampire Gordona Walkera. Brown je također nastupio i u dramskoj televizijskoj seriji Žene američkih vojnika kao dr. Roland Burton. Godine 2016. odglumio je Christophera Dardena u FX-ovoj mini-seriji Američka kriminalistička priča (podnaslova Narod protiv O. J. Simpsona), a za porter državnog tužitelja osvojio je prestižnu nagradu Emmy u kategoriji najboljeg sporednog glumca u mini-seriji i/ili TV-filmu.
Od 2016. godine Brown tumači jednu od glavnih uloga u NBC-jevoj dramskoj seriji This is Us. Godine 2018. postao je prvim Afroamerikancem koji je osvojio nagradu Zlatni globus u kategoriji najboljeg dramskog glumca upravo za nastup u toj seriji.

## Privatni život
U lipnju 2007. godine Brown se oženio glumicom Ryan Michelle Bathe, svojom djevojkom iz studentskih dana. Njih dvoje zajedno imaju dva sina.

## Vanjske poveznice
- Sterling K. Brown u internetskoj bazi filmova IMDb-u (engl.)